# Jugoslávské královské námořnictvo
Jugoslávské královské námořnictvo  (srbochorvatsky: Kraljevska Jugoslavenska Ratna Mornarica) bylo námořní složkou ozbrojených sil Království Srbů, Chorvatů a Slovinců. Vzniklo v roce 1918 a omezovalo se zejména na obranu pobřeží a přístavů. Za druhé světové války utrpělo značné ztráty. Po válce se jeho nástupcem stalo námořnictvo Socialistické federativní republiky Jugoslávie.

## Vývoj

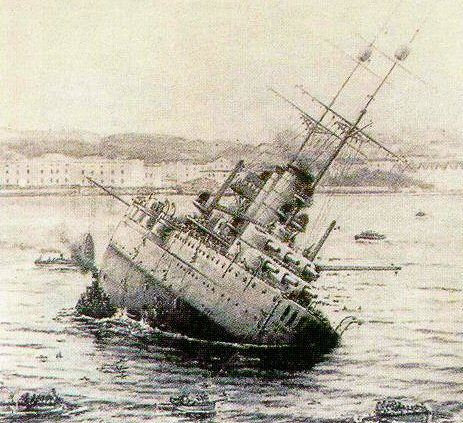
Jugoslávská bitevní loď Viribus Unitis byla v Pule potopena italskou diverzí

Jugoslávie vznikla jako nástupnický stát Rakouska-Uherska a jako taková si činila nárok na podstatnou část válečných lodí zaniklého rakousko-uherského námořnictva. Proti tomu byla naopak Itálie, která si nepřála vznik nového silného rivala na Jadranu a prosadila rozdělení většiny plavidel mezi vítězné mocnosti. Jugoslávské námořnictvo tak sice zčásti tvořili příslušníci rakousko-uherského námořnictva, z válečných lodí však získalo pouze osm torpédovek rakouských typů Tb74 a Tb82F přejmenovaných na T-1 až T-8, několik minolovek a říční monitory Vardar (ex SMS Temes třídy Sava), Sava (ex SMS Bodrog třídy Temes), Drava (ex SMS Enns třídy Enns) a Morava (ex SMS Körös třídy Körös).
Jugoslávské námořní ambice nejlépe vyjadřoval původně rakousko-uherský dreadnought SMS Viribus Unitis, zařazený dne 1. listopadu 1918 do jugoslávského námořnictva jako jeho vlajková loď. V ten samý den byla bitevní loď podminována italskými žabými muži s řiditelným torpédem Mignatta a potopena, přičemž zahynul i nový velitel jugoslávského loďstva Janko Vuković.

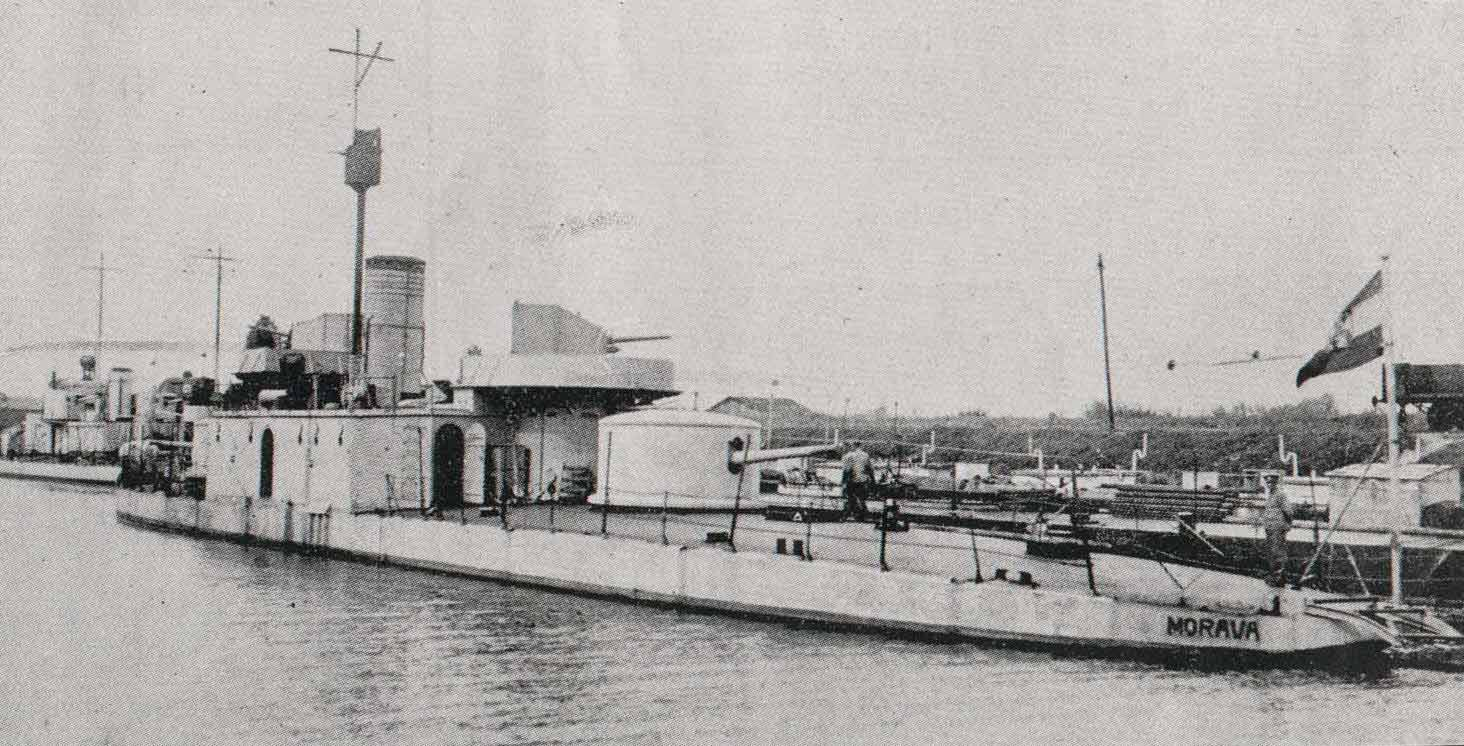
Monitor Morava

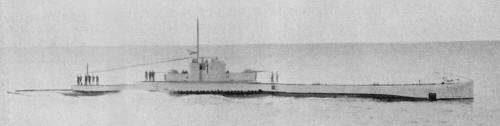
Ponorka Hrabri

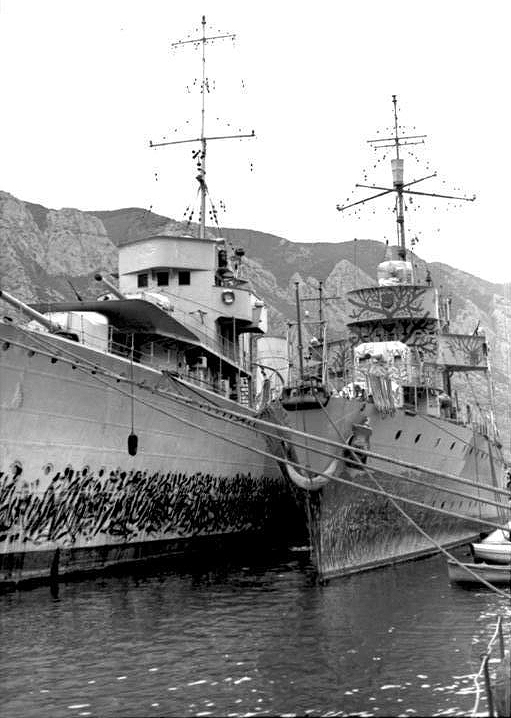
Torpédoborce Dubrovnik a Beograd po okupaci země Němci

Ve 20. letech námořnictvo získalo starý lehký křižník Dalmacija (ex SMS Niobe třídy Gazelle, šest minolovek německé třídy M (Galeb, Jastreb, Kobac, Gavran, Orao a Sokol) a čtyři ponorky. Zatímco dvě ponorky třídy Osvetnik byly postaveny ve Francii, dvě ponorky třídy Hrabri byly postaveny ve Velké Británii. Mezi nové posily patřily i dva torpédové čluny třídy Uskok.
Ve 30. letech pokračovala výstavba malého, ale moderního námořnictva. V roce 1931 byl získán nosič hydroplánů Zmaj. V roce 1932 byl do služby zařazen velký torpédoborec Dubrovnik postavený ve Velké Británii, přičemž v roce 1939 jej doplnila trojice torpédoborců třídy Beograd, vycházející z francouzského typu Simoun. V polovině 30. let námořnictvo získalo osm moderních torpédových člunů třídy Orjen. V roce 1939 námořnictvo získalo rovněž dělový člun Beli Orao a ve Velké Británii byl rozestavěn torpéborec Split, který však byl dokončen až po válce
V dubnu 1941 byla Jugoslávie obsazena německými vojsky a rozdělena mezi vítěze. Královské námořnictvo zaniklo. Většinu válečných lodí jugoslávského námořnictva získalo italské královské námořnictvo, po několik let existovalo i námořnictvo ustašovského Nezávislého státu Chorvatsko. Během války bojovalo i exilové jugoslávské námořnictvo, které získalo britskou korvetu Nada (ex HMS Mallow třídy Flower) a své malé námořní síly měly také Titovy partyzáni.